# Ушакова Яна Сергіївна
Яна Сергіївна Ушаковá (нар. 27 листопада 1984, Керч Автономна Республіка Крим Українська РСР, СРСР) — українська діячка, волонтерка.

## Життєпис

### Освіта
Народилась 27 листопада 1987 року в Керчі (Україна)
Батько — військовий. Мати — бухгалтер. Навчалась у школі № 3, згодом переїхала у Дніпро та нині проживає тут.

### Волонтерська діяльність
2014 року почала волонтерську діяльність. 
Перша в Україні зробила автопробіг у Дніпрі в підтримку Євромайдану. У 2020 році стала співзасновницею Громадської організації «Молодь Яка Творить Державу». 
24 лютого 2022 року, Росія розпочала повномасштабне вторгнення в Україну та Яна зі своїми друзями, розпочали евакуацію з Харкова, Сіверськодонецька, Маріуполя, Лисичанська, Куп'янська.

## Нагороди
- Почесна відзнака «За оборону Миколаєва»
- Нагрудний знак «За сприяння війську»
- Орден святої рівноапостольної княгині Ольги (ПЦУ)
- Нагорода від Сил територіальної оборони «Схід»